# Łęk oporowy

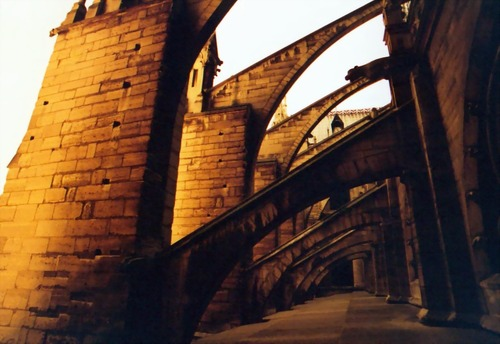
Łęk oporowy, Katedra Notre-Dame w Paryżu

Łęk oporowy albo łęk (łuk) przyporowy – element systemu przyporowego. Zadaniem łęku przyporowego jest przejęcie sił ukośnych (sił parcia) ze sklepienia nad nawą główną i przekazania ich na zewnętrzne przypory. Łęki oporowe wykonywano najczęściej z kamienia, cegła nie była materiałem wystarczająco trwałym przy wpływach warunków atmosferycznych i małym przekroju konstrukcji. Do dziś zachowały się nieliczne łęki oporowe wykonane z cegły, zwykle te o małej rozpiętości. Łęk oporowy zastosowano po raz pierwszy w 1140 r. w bazylice Saint Denis pod Paryżem. Na ziemiach polskich łęki przyporowe nie były zbyt popularne. Zamiast nich stosowano (na przykład w Kościele Mariackim w Krakowie) szersze skarpy, widoczne w nawach bocznych, przenoszące ciężar sklepienia bezpośrednio na podłoże.